# Julien Guinand
Julien Guinand (né le 12 avril 1975 à Lyon) est un artiste photographe faisant partie de la scène française de l’art contemporain.

## Biographie
Julien Guinand est diplômé de l’École nationale supérieure de la photographie d’Arles. En 2016, il est lauréat d’une commande nationale du Cnap: Les Regards du Grand Paris. En 2017, il a été résident à la Villa Kujoyama à Kyoto, et a bénéficié du soutien de la Fondation des artistes pour ce projet mené au Japon.
Son dernier livre : Two Mountains, est sorti en 2021 aux éditions Hatje Cantz. Julien Guinand est le cofondateur de l’école de photographie Bloo qu’il a codirigée de 2009 à 2018.  
Il intervient à l’École nationale supérieure des beaux-arts de Lyon depuis 2005.  

## Expositions
Julien Guinand est présenté depuis plus de vingt ans dans des centres d'art, galeries et foires internationales. Il a participé à plus de 50 expositions personnelles et collectives en France et à l'international. Il est représenté par la Galerie Françoise Besson (Lyon) depuis 2015.
En 2022, son travail Two Mountains fait l'objet d'une exposition personnelle au Musée des Beaux-Arts de Chambéry, dont le commissaire d'exposition est Jean-Françoise Chevrier.  
Liste non exhaustive :
- 2022 : « Regards du Grand Paris », Magasins généraux, musée Carnavalet, Grand Paris[10]
- 2022 : « Un monde flottant », Hermès, Pantin
- 2022 : « Two Mountains », Musée des Beaux-Arts, Chambéry[11]
- 2021 : Paris Photo, Grand Palais Éphémère Paris, avec la Galerie Françoise Besson[12]
- 2021 : « Two Mountains », Le Bleu du ciel, Lyon[13]
- 2019 : « Monts parégoriques », Centre hospitalier Métropole Savoie, Chambéry[14]
- 2019 : « Two Mountains, Costal Motifs », avec Tadashi Ono, Villa Noailles, Hyères[15]
- 2019 : Art Fair, Tokyo, Japon
- 2018 : « ¡ Viva Villa ! », Villa Méditerranée, Marseille[16]

### Livres, catalogues
- Mara Hoberman, 461. Dix ans d’art contemporain, Éditions Dilecta, mars 2022, 224 p.[21],[22]
- Gilles Verneret, Le discours sur la fenêtre, Éditions Loco, 2020, 152 p.[23]
- Michel Poivert, 50 ans de photographie Française, Éditions Textuel, 2019, 416 p.[24]
- Collectif, Qu'avez-vous fait de la photographie ?, 30 ans de l'École nationale supérieure de la photographie d'Arles, Actes Sud, 2012, 400 p.[25]
- Catalogue Month of photography, Bratislava, 2009
- Face à face, Mois de l'image, Département de coopération et d'action culturelle du Consulat de France, Ho Chi Minh Ville, Vietnam, 2007
- Catalogue Paris Photo 2007
- 25, Galerie le Réverbère, Éditions de l'Œil, 2006, 24 p.[26]
- Michel Poivert, La région humaine, des corps dans la ville, catalogue du Septembre de la photographie à Lyon, Filigrane Éditions, 2006, 250 p.[27]
- Catalogue du salon Jeune Création, Paris
- Paysages interstitiels, Collection le traitement contemporain, Le Bleu du ciel éditions, 2004[28]
- Azimuts 18/19, catalogue de la Biennale du Design de Saint-Étienne, 2000

### Collections
- Fonds national d'art contemporain, Paris
- École nationale supérieure de la photographie, Arles
- Mairie de Lyon
- Arthotèque de Lyon
- Arthotèque d’Annecy
- Musée des Beaux-Arts de Chambéry
- Renault Trucks, Saint-Priest
- Fondation Hermès